# Kid MC
Kid Sebastião Manuel, (Huíla, 16 de junho de 1986) mais conhecido pelo nome artístico Kid MC ou simplesmente MC de Raiz, é um rapper e compositor angolano. Kid MC conviveu desde a sua infância com a guerra civil instalada em seu país.
Kid MC é considerado uma das maiores revelações do hip-hop angolano nos últimos anos e é visto como referência por muitos dos MCs em destaque na cena atual e também é admirado por veteranos. Alcançou a fama em 2008, com o primeiro álbum Caminhos, depois de ser contratado pela Mad Tapes Entertainment, uma das maior editora independente angolana especializada em hip-hop, fundada por produtor angolano Luis Queiroz, mais conhecido pelo nome artístico DJ Samurai.
Obviamente, para muitos Kid MC, é denominado como David Zé do hip-hop, onde uma grande multidão de fãs em Malanje receberam o músico com gritos e chamavam lhe David Zé! David Zé! David Zé... Sobretudo junto a um público de jovens adolescentes na sua maioria masculino criando uma massiva legião de fãs, destes que por seu turno vem deparado com vários problemas sociais, Kid MC canta de forma a transmitir e advertir a sua música ao público
Em 2017 Kid Mc entrou na sua própria produtora a Cave Play.

## Biografia

### Infânciaejuventude
Kid Sebastião Manuel, nascido em 16 de junho de 1986 na Huíla. Em 1998 influenciado por seus irmãos, passou a interessar-se pelo rap, tendo como referência rappers americanos. Em 1992 mudou-se para Luanda, onde teve o seu primeiro contacto com as artes e a música, formando-se através de uma instituição capacitadora.

## Carreira

### Início da carreira
O primeiro contacto com o rap foi na década de noventa mais concretamente em 1996. Kid sempre gostou de desenhar e não gostava de rap porque achava uma tremenda confusão de palavras, e acima de tudo não entendia o que os americanos diziam nas músicas. Só que na época a mesma pessoa que ensinou o Kid a desenhar, foi à mesma que depois passou a se interessar muito pelo rap. Numa entrevista o Kid fala do seu amigo: 
| “ | É um amigo meu que também faz rap, chama-se B2M e ele fez-me ganhar interesse pelo rap porque ele me fez curtir rap em português que era única língua que eu entendia e que eu conseguia interpretar. Eu lembro-me que antes de conhecer rappers que dropavam em português ele já falava em SSP, Black Company, Boss AC, Semiminimoyo, etc., e eles passaram assim a ser as minhas referências. | ” |

O hip-hop começava assim a ocupar um lugar especial em sua vida, e foi então que em 2002, o Kid Sebastião Manuel, munido de algumas composições próprias, formam um grupo junto com alguns amigos, chamado Aliança do Subsolo.
Em 2006, Kid e seu amigo Vulkaum, ambos ex-integrantes do Aliança do Subsolo, arriscam um trabalho em duo e lançam 2 por 1 e 1 por 2.
Era um tempo de descobertas para Kid e novas experimentações não paravam de brotar em sua mente.

### 2006–2008:Sucesso a solo confirmado com aMad Tapes
Caminhos
Em 2008, Kid assina com a independente Mad Tapes Entertainment do renomado produtor angolano DJ Samurai, e lança o primeiro álbum intitulado Caminhos, trabalho que conta com a produção dos principais nomes da música angolana como: Condutor, Level Khronico, Mad Contrário, Flagelo Urbano, DH, Raiva Kamikaze, Boni Diferencial, Wagisa e com as vozes de BZB, Marília, Dilman, Gri MC e Andrónico MC.
Seu primeiro show a solo foi um sucesso, com casa lotada no Xá de Caxinde (sala de concertos em Luanda), onde a sua primeira legião de fãs se fez presente vibrando e cantando as letras das suas músicas.

### 2008–2009:Breves Considerações
Popular entre os adeptos do “Movimento Angolano”, em 2009 foi a vez da mixtape Breves Considerações, que consolidou o nome do rapper junto ao grande público, após ter atingido às paradas musicais das rádios, seguido de um grandioso show que lotou por completo o Cine Karl Marx (sala de concertos em Luanda)
Contundente em suas letras, Kid MC rebusca a essência do verdadeiro hip-hop pregado por Afrika Bambaataa e o associa a críticas cortantes como se pode ouvir em “O Incorrigível”, faixa principal de seu segundo álbum com o mesmo nome.
O projeto contém 18 faixas inéditas e conta com as participações inusitadas de MCK, Dilman, Lancelot, Fly Skuad, Drunk Master, Dapima, Eliei, Lucássio e DJ Nel Assassin.
O álbum foi lançado oficialmente sábado, 18 de dezembro de 2010 na Praça da Independência, gerando a maior enchente já vista por um artista angolano naquele espaço de comercialização de obras discográficas. Foram mais de 20 mil o número de fãs de Kid MC que apareceram no local para adquirir o tão esperado álbum.

### 2010–2011:O Incorrigível
Em 2010 o lançamento do O Incorrigível, o terceiro trabalho do mestre de cerimônia ou para muitos Kid MC, desta obra seriam rosto de alguns temas de referência “Farei o Que Puder”, “Sinto a Vossa Dor”, “Fecha A Boca”, “Metamorfose” e “Angolana”. Destes temas referenciados dos quais fazem maior sucesso em torno de toda Angola. Em termos de vendas, o álbum O Incorrigível atingiu um número considerável, 10 mil cópias que chegou a estourar na capital do país. “Causando uma invasão por parte dos fãs que se aglomeravam ao local de venda na Praça da Independência, a propósito disso Kid MC e a staff foram obrigados a abandonar."
O Incorrigível um álbum que foi submetido a mas uma reedição, devido ao prévio esgotamento na primeira fase de venda, e portanto causando mesmo assim uma demanda por parte dos fãs, a produtora musical Mad Tapes realiza o mega show de Kid MC, começando por Luanda e de seguida para Benguela, Huambo, Bié e Malanje, ao longo da sua torne chegou a vender mas uma vez o disco em referencia, o musico também cedeu cessões de autógrafos, e venda de camisolas, atendendo mesmo a demanda do público que pela primeira vez tiveram o privilégio de ver Kid MC.
Em março de 2011, ainda sentindo o enorme feedback do O Incorrigível e a crescente popularidade de Kid, a Mad Tapes aposta num grandioso concerto no Pavilhão da Cidadela para a apresentação ao vivo do projeto. Mas uma vez o grande público (mais de 15 mil), na sua maioria jovens, lotaram o recinto, provando e tornando assim o nome “Kid MC”, numa das maiores referencias do hip-hop angolano.
Seguiu-se assim um grande número de shows pela cidade de Luanda, e uma Tour por Angola, onde o artista fez chegar o seu trabalho e performance a outras províncias do país, e onde foi igualmente recebido por inúmeros fãs que não deixaram de mostrar a admiração que têm pelo artista.
Ainda em 2011, Kid MC ganha o 3º Lugar no Top dos Mais Queridos, uma gala de premiação conceituada em Angola, onde o país todo vota para apurarem os cantores mais populares.

### 2012–2013:Sombra
Kid confirmou à seus fãs que ele preparava um novo álbum para o ano de 2013. Acrescenta que ele já tem o título para o álbum, mas que ele não pode revelar no momento. Depois de alguns dias, ele revelou o título do seu próximo álbum: “Sombra”.
A venda e sessão de autógrafos do álbum foi no sábado dia 7 de setembro de 2013 na Praça da Independência em Luanda.
Neste álbum o Kid demonstrou mais o seu lado “underground” atacando os políticos angolanos na música “O Quê Querem Que Eu Cante?” e não só. Ele se baseou no flow e rimas rápidas com trocadilhos, continuando com sua alternância nas batidas sonoras, como podemos constatar na faixa “Retalhação” e “Dropping Force”.
Kid, teve que resolver alguns problemas pendentes respondendo o beef do rapper Extremo Signo que vivia dizendo: “o Kid MC se inspira em mim”. O Kid respondeu no segundo single do álbum “O Patrão Vem Já” e atacando verbalmente todos os rappers do Elenco de Luxo (um grupo colaborativo, onde o Extremo Signo faz parte).
Depois da venda e sessão de autógrafos em 2013, a Mad Tapes Entertainment anuncia mais um “Grande Show” de Kid MC, no dia 1 de março de 2014, no Cine Atlântico para apresentação do seu álbum intitulado “Sombra”.
A Mad Tapes Entertainment convidou para Host a rapper Eva Rapdiva e conta com mais de 14 convidados fruto das grandes participações que teve no álbum Sombra e como convidado especial o “rei” da linha de sintra NGA.

### 2015–2016:Dois Lado da Mesma Moeda
Em 2015, Kid MC anunciou que estava trabalhando em seu próximo álbum previsto para ser lançado em 2016, o álbum foi incluído em “Álbuns Mais Aguardados de 2016”. Ele afirmou que o projeto estava tomando forma e que Boni Diferencial estaria envolvido.
Em 4 de junho de 2016 Kid MC lançou o seu quarto álbum de estúdio intitulado: Dois Lado da Mesma Moeda.

## Características musicais

### Estilo musical
Kid MC é conhecido por suas letras inteligentes. A maioria de suas canções contêm estilo underground.
Maioria das suas músicas foca em questões controversas na sociedade, factos relacionado com o quotidiano, questões como a hierarquia de classes, a pobreza e sobre tudo a discriminação social. Maior parte das composições é de sua autoria e fizeram a entrada nas paradas de sucesso angolano.

## Discografia

### Álbuns de estúdio
- 2008 : Caminhos
- 2010 : O Incorrigível
- 2013 : Sombra
- 2016 : Dois Lado da Mesma Moeda[20]
- 2019 : Décimo Quinto Ano

### Mixtapes
- 2009 : Breves Considerações

### Álbuns colaborativos
- 2006 : 2 por 1 e 1 por 2 (com Vulkaum)
- 2017 : Confronto de Titãs (com Dji Tafinha)
- 2017 : Império (com Fly Skuad e Lucassio)

## Lista de prêmios e indicações

### Top dos Mais Queridos
| Ano  | Nomeação | Categoria                                 | Resultado       |
| ---- | -------- | ----------------------------------------- | --------------- |
| 2011 | Kid MC   | Rapper Underground Mais Querido em Angola | 3° classificado |